# Омутная (приток Западной Чусовой)
Ому́тная — река в Свердловской области, левый приток реки Западная Чусовая, одного из истоков реки Чусовая. Впадает в Западную Чусовую в 22 км от её устья. Устье реки находится в Полевском городском округе. Длина водотока 15 км, водосборная площадь 54 км².
В реке водятся окунь, щука, чебак, лещ, ранее встречался хариус. В долине реки велась добыча россыпной платины.